# グレン・L・マーティン
グレン・ルーサー・マーティン（Glenn Luther Martin、1886年1月17日 - 1955年12月5日)はアメリカ合衆国の航空技術者。
グレン・L・マーティン・カンパニーを設立したことで知られる。

## 来歴
1886年1月17日に生まれた。1912年8月にグレン・L・マーティン・カンパニーを設立した。航空の黎明期に数々の航空機の開発に携わった。飛行艇の開発を得意とした。1932年コリアー・トロフィー受賞。
1955年12月5日に亡くなった。

## グレン・L・マーティン社の手掛けた機種
- B-10
- B-26
- B-29 (ライセンス生産)
- XB-48
- XB-51
- B-57 (ライセンス生産)
- PBM
- P5M
- P6M

### 旅客機
- チャイナクリッパー（飛行艇）
- M2-0-2
- M4-0-4